# Балињак
Балињак (фр. Balignac) насеље је и општина у јужној Француској у региону Миди Пирене, у департману Тарн и Гарона која припада префектури Кастелсаразен.
По подацима из 2011. године у општини је живело 34 становника, а густина насељености је износила 8,31 становника/km². Општина се простире на површини од 4,09 km². Налази се на средњој надморској висини од 236 метара (максималној 234 m, а минималној 129 m).

## Демографија
| 1962. | 1968. | 1975. | 1982. | 1990. | 1999. | 2011. |
| ----- | ----- | ----- | ----- | ----- | ----- | ----- |
| 39    | 42    | 33    | 26    | 28    | 28    | 34    |

График промене броја становника у току последњих година